# Ansost
 Ansost  es una comuna y población de Francia, en la región de Mediodía-Pirineos, departamento de Altos Pirineos, en el distrito de Tarbes y cantón de Rabastens-de-Bigorre.

## Demografía
| 84 | 79 | 80 | 115 | 85 | 104 | 88 | 92 | 83 | 75 | 69 | lac. | 72 | 61 | 75 | 78 | 79 | 75 | 68 | 58 | 65 | 67 | 58 | 63 | 62 | 62 | 59 | 70 | 68 | 59 | 75 | 62 | 55 |
| Para los censos de 1962 a 1999 la población legal corresponde a la población sin duplicidades (Fuente: INSEE [Consultar]) |    |    |     |    |     |    |    |    |    |    |      |    |    |    |    |    |    |    |    |    |    |    |    |    |    |    |    |    |    |    |    |    |